# Download Germany
Das Download Germany ist ein zweitägiges Musikfestival, das 2022 am Hockenheimring Baden-Württemberg stattfand und von Live Nation Entertainment veranstaltet wurde.

## Geschichte
Das Download Germany ist der deutsche Ableger des Download-Festivals, welches seit 2003 im englischen Donington Park ausgetragen wird. Die erste Ausgabe des Festivals wurde im September 2021 als eintägiges Festival mit Metallica als Headliner angekündigt. Etwa 70.000 Zuschauer sahen das erste Festival, welches von Magenta Musik im Livestream übertragen wurde. Für die zweite Ausgabe wurde das Festival auf zwei Tage ausgedehnt und Slipknot sowie Volbeat als Headliner bestätigt.

## Bands

### 2022

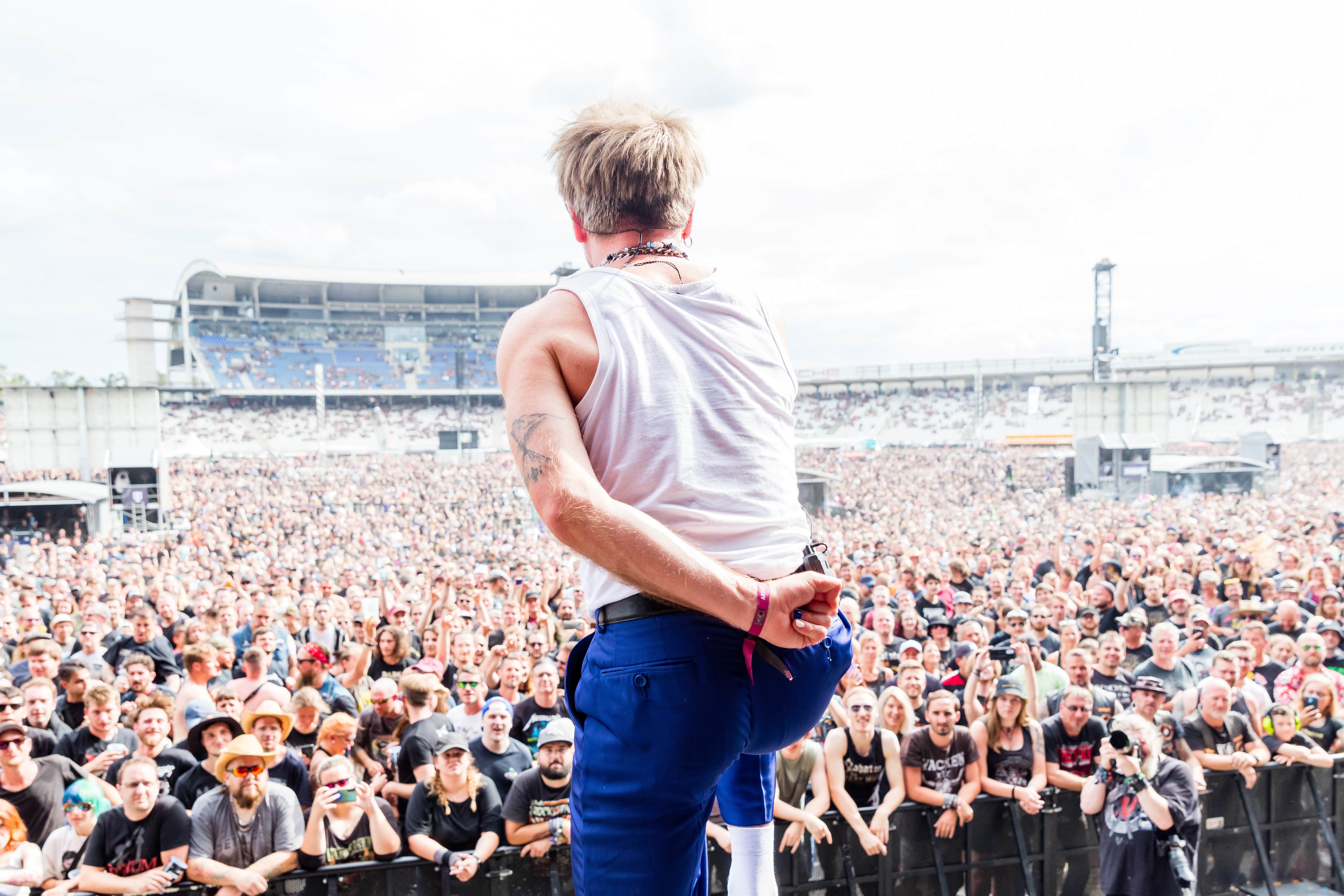
Enter Shikari (2022)

Das Festival fand am 24. Juni 2022 vor etwa 70.000 Zuschauern statt. Enter Shikari sprangen kurzfristig für Hollywood Undead ein.
Metallica, Sabaton, Five Finger Death Punch, Enter Shikari, Behemoth, Holding Absence, Frank Carter & The Rattlesnakes, Ghostkid

### 2023
Das Festival sollte am 23. und 24. Juni 2023 stattfinden. Am 30. Mai 2023 wurde die Absage durch den Veranstalter bekanntgegeben, als Gründe wurden u. a. die „massive Anzahl an Open Air-Veranstaltungen“ 2023 angeführt.
- Freitag: Slipknot, Parkway Drive, Disturbed, Within Temptation, I Prevail, Lorna Shore, Malevolence, Stand Atlantic, Wargasm
- Samstag: Volbeat, The Prodigy, Amon Amarth, Kreator, Clutch, Coheed and Cambria, The Amity Affliction, Nothing More, Bob Vylan, Dead Poet Society